# Camp du Récébédou
Das Camp du Récébédou in Portet-sur-Garonne, etwa sechs Kilometer vom Stadtzentrum von Toulouse entfernt, war neben den Lagern in Brens und Noé eines der drei großen Internierungslager in der Region Toulouse.:S. 104 Die wechselvolle Geschichte des Camp du Récébédou begann mit Arbeiterunterkünften für eine Munitionsfabrik und endete als Abfahrtsort in die deutschen Vernichtungslager. Nach dem Ende des Zweiten Weltkriegs war es aber auch Heimat auf Zeit für republikanische Spanier, die das Konzentrationslager Mauthausen überlebt hatten und nicht in das franquistische Spanien zurückkehren wollten.

## Geschichte
Die Poudrerie nationale de Toulouse, eine nationale Schießpulver- und Sprengstofffabrik, schuf im Vorfeld des Zweiten Weltkriegs aufgrund des gestiegenen Arbeitskräftebedarfs ein riesiges Camp zur Unterbringung von Arbeitern und deren Familien. Die 87 barackenförmigen Gebäude des Lagers, die als "Pavillons" bezeichnet wurden, bestanden aus massivem Mauerwerk und waren wie eine kleine Stadt auf dem Gelände platziert, das von sieben inneren Achsen durchzogen war. Heute existiert davon noch eine Baracke und beherbergt nun das Musée de la Mémoire de Portet-sur-Garonne. (Lage)
Nach dem Waffenstillstand von Compiègne am 22. Juni 1940 stellte die Fabrik ihre Produktion zunächst ein. Ein Dokument belegt, dass zu dem Zeitpunkt mehrere Compagnies de Travailleurs Espagnols in der Poudrerie stationiert waren. Bei diesen "Spanischen Arbeiter-Kompagnien" handelte es sich um Flüchtlinge aus dem Spanischen Bürgerkrieg, die noch zu Zeiten der Dritten Französischen Republik zur Zwangsarbeit in Compagnies de Trabvailleurs Étrangers verpflichtet worden waren.
Eliezer Schilt und Abby Holekamp berichten von der Anwesenheit spanischer Flüchtlinge im Lager und erwähnen, dass einige von ihnen in der Schießpulverfabrik gearbeitet hätten. Diese Fremdarbeiter lebten allerdings nur in einem Teil des Lagers, für das – möglicherweise in Anlehnung an einen anderen Bezirk von Portet – auch der Name Camp de Clairfont Verwendung fand. Die Fondation Pour La Memoire De La Deportation verweist auf die Existenz einer Groupement de travailleurs étrangers (GTE = der Nachfolgeorganisation der Compagnies de Trabvailleurs Étrangers unter dem Vichy-Regime) in Clairfont (GTE 561), die hier von Oktober 1940 bis 20. Oktober 1943 stationiert war. Ihr gehörten fast ausschließlich Spanier an.
Das Ministère des Armées, das den von den spanischen Zwangsarbeitern belegten Teil des Camp du Récébédou beschönigend als „Aufnahme- und Unterbringungszentrum für republikanische Bürgerkriegsflüchtlinge aus Spanien“ (centre d'accueil et d'hébergement pour les réfugiés républicains espagnols de la guerre civile) bezeichnet, benennt als weitere Gruppe an Campbewohnern jene Teile der belgischen und französischen Zivilbevölkerung, die wegen des Vormarsches der deutschen Truppen im Westfeldzug in den Süden Frankreichs flohen. Nach Schilt und Holekamp erfolgte deren Unterbringung in der Verantwortung der Stadt Toulouse noch während des Drôle de guerre zwischen September 1939 und Mai 1940. Nach der Rückkehr der Binnenflüchtlinge sei dann im Camp von einem in Toulouse gegründeten Comité régional ein Centre d'Accueil (Aufnahmezentrum) eingerichtet worden. Eggers lässt offen, welche Art von Flüchtlingen dort beherbergt wurden:S. 106, und Estebe spricht nur ganz allgemein von „mittellosen Ausländern“ („étrangers sans ressources“).:Absatz 74
Die nächste Phase in der Entwicklung des Camps begann im Februar 1941. Die Präfektur des Département Haute-Garonne übernahm das Camp du Récébédou und das Camp de Noé, um beide Lager in Camps-Hôpitaux (Lager-Krankenhäuser) für jeweils 2.000 alte und kranke Internierte umzuwandeln, die aus anderen Lagern hierhin verlegt werden sollten.:S. 107 Leicht abweichend hinsichtlich der Aufnahmekapazitäten (die nie voll ausgeschöpft wurden) heißt es dazu bei Estebe:

„Die beiden Lager waren Ende Februar bereit, ihre ersten Internierten aufzunehmen, mit einer Aufnahmekapazität von jeweils 1800 Plätzen; innerhalb weniger Tage waren sie mit kranken, älteren oder behinderten Ausländern gefüllt, etwa zur Hälfte mit Juden, die vor allem aus Gurs gekommen waren. Sie waren als Zweigstellen der großen Lager im Süden konzipiert, wo damals Hunger, Kälte und Krankheiten herrschten. Die Zwillingslager in der Haut-Garonne hatten in ihren Anfängen eine andere, nicht offen zur Schau gestellte Funktion: Sie sollten amerikanischen Journalisten beweisen, dass Ausländer in Frankreich in den Internierungslagern gut behandelt werden. Als Krankenhauslager waren Noé und Récébédou auch Vorzeigelager.“

Zu den Menschen, die aus Gurs ins Camp du Récébédou verlegt wurden, gehörten viele Badener und „Saarpfälzer“, die zuvor im Rahmen der Wagner-Bürckel-Aktion aus Deutschland deportiert und in Gurs interniert worden waren.
Am 24. März 1941 besuchten amerikanische Journalisten die beiden Lager, und zeitgenössische französische Presseartikel vermitteln den Eindruck, dass es sich bei diesem Besuch um eine gelungene Propagandaaktion des Vichy-Regimes gehandelt hat, die den Eindruck vermitteln konnte, dass Ausländer in Frankreich in Internierungslagern gut behandelt werden.:Absatz 75 Unabhängig davon weist Eggers aber auch darauf hin, dass die Wohnsituation für die Internierten in beiden Lagern signifikant besser waren als in Gurs.

„Die Pavillons in Zementbauweise verfügen über einen Ofen und schützen besser gegen die Kälte als die Holzbaracken in Gurs. Fenster sind vorhanden anstelle der Klappen in Gurs, die bei schlechtem Wetter geschlossen werden müssen. Noé verfügt aus der Zeit, in der es unter Leitung der Quäker stand, über Vorräte an Bettwäsche und Decken. Die Waschgelegenheiten befinden sich in beiden Lagern in den Pavillons. In Le Récébédou sind sie in einem zentralen Eingangsraum installiert, der den Pavillon in zwei Hälften teilt. In einigen Fällen ist es dadurch möglich, kinderreichen Familien oder Familien mit einem besonders pflegebedürftigen Angehörigen einen Anschein von Privatsphäre durch Zuteilung einer Pavillonhälfte zu gewähren.“

Und bei Estebe heißt es in diesem Zusammenhang:

„Auf den ersten Blick sieht es nicht wie ein Internierungsort aus, sondern eher wie eine gemütliche Gartenstadt, und es fällt auf, dass es keine Zäune und keinen Stacheldraht um die achtzig Betonbauten gibt. Dennoch sind innerhalb des Lagers mehrere Pavillons durch einen Stacheldrahtzaun abgetrennt: Die undiszipliniertesten Internierten und Personen, die von außerhalb des Lagers kamen, wurden dort unter strenger Bewachung festgehalten. So sperrte die Polizei von Toulouse am 13. Juni 1942 während der Reise von Marschall Pétain nach Toulouse einige Kommunisten und fünfzehn französische Zuhälter oder Strafgefangene  ein.“

Prekärer als die Wohnungssituation stellte sich dagegen die Versorgungslage dar. Nach Eggers nahm im Sommer 1941 auch in den Krankenlagern der Umfang und die Qualität der Lagerkost deutlich ab:S. 107, und Estebe konstatiert, dass der vom Vichy-Regime für die beiden Krankenlager propagierte Kurs nur ein werbewirksamer Schwindel war, dem keine Taten folgten.:Absatz 78 Die Toulouser jüdische Gemeinde war über die Zustände im Lager bestens informiert und unterstützte, ebenso wie zahlreiche Hilfsorganisationen, die Internierten mit Lebensmitteln und Kleidung. Zudem gab es ab August 1941 handwerkliche Ausbildungsangebote für die Internierten in Zusammenarbeit mit der ORT und Sprachkurse.:S. 108
In völligem Widerspruch zu dem Anspruch, ein Lager für kranke und hilfsbedürftige Menschen zu sein, stand die Realität

„Die Kranken sind praktisch sich selbst überlassen. Im „Krankenhaus-Lager“ Le Récébédou kümmern sich drei Ärzte um 1500 alte und kranke Menschen. Einige Lagerinsassen, die noch etwas kräftiger sind, greifen zur Selbsthilfe und pflegen die Schwerkranken, doch natürlich können sie kein geschultes Fachpersonal ersetzen. Unter den Bedingungen der permanenten Mangelernährung wird ihnen jede Anstrengung doppelt mühsam. Die materielle Ausstattung dieser beiden Lager ist zwar besser als anderswo, aber vollkommen unzureichend für alte und kranke Menschen. In Le Récébédou fehlt es nicht nur an Ärzten, sondern auch an ärztlichen Geräten. Selbst die Krankenstationen haben keine Innentoiletten, was bedeutet, daß die Kranken bei Wind und Wetter hinaus zur Latrine müssen. Die Krankenstationen verfügen bis zum Frühjahr 1942 nur über Strohsäcke, es fehlt an Laken, und aufgrund des Brennstoffproblems werden auch sie im Winter 1941/42. nicht geheizt.“

Die Folgen dieser Zustände für die im Durchschnitt zwischen 60 und 65 Jahre alten Internierten benennen Schilt und Holekamp: „Zwischen 1941 und 1942 starben 314 Menschen, darunter 254 Juden. Der Winter 1941 war besonders hart und forderte 118 Todesopfer.“
Zwischen März 1941 und August 1942 waren im Camp du Récébédou zwischen 1.500 und 1.600 Menschen interniert. Am 31. Mai 1942 lebten dort noch 1.511, von denen mindestens 976 Juden waren. Auf sie warteten die Deportationen: Im Sommer 1942 wurde das Lager in das Programm der Endlösung aufgenommen. Am 8., 10. und 24. August 1942 fuhren drei Konvois mit 749 Internierten vom Bahnhof Portet-Saint-Simon über das Sammellager Drancy nach Auschwitz und in die anderen Vernichtungslager. Diese Deportationen erfolgten in der Verantwortung des Vichy-Regimes, das im Sommer 1942 in der von ihm kontrollierten freien Zone große Razzien unter den hier lebenden Juden durchführte.
Im Falle des Camps du Récébédou konnte Denis Peschansky aber zeigen, dass es nicht nur anti-jüdische Motive waren, die zu den Deportationen und schließlich zur Auflösung des Lagers führten.

„In einigen wenigen Fällen setzte die französische Regierung selbst nationale Erfordernisse durch. So wurde das Lager Récébédou im Frühherbst 1942 mit Zustimmung der Deutschen geschlossen: Die Poudrerie nationale de Toulouse hatte diese Einrichtungen 18 Monate zuvor für die Errichtung eines Lagers zur Verfügung gestellt, doch da die Pulverfabrik in Toulouse wieder in Betrieb genommen wurde, benötigte sie Quartiere, um dort wieder Arbeiter unterzubringen.  Der Staatssekretär für industrielle Produktion setzte die DGPN am 28. Juli 1942 (also vor den Razzien in der Südzone) davon in Kenntnis, und trotz einer Intervention von Jean-Faure, der den Ort angesichts der besonderen Fürsorge, die diese internierte Bevölkerung erforderte, mindestens bis zum darauffolgenden Mai behalten wollte - es war damals der 14. August -, erneuerte die Industriebehörde bald ihren Antrag, wobei sie die genehmigte Frist noch weiter reduzierte.“

Die unmenschlichen Umstände rund um die parallel verlaufenden Deportationen aus dem Camp du Récébédou und dem Camp de Noé führten zu öffentlichen Protesten des Erzbischofs von Toulouse,  Jules Saliège, der dazu aufrief, den Menschen in den beiden Lagern materiell zu helfen. Am 23. August 1942 verurteilte er in einem Hirtenbrief die Razzien und Deportationen, denen die Juden zum Opfer fielen. Der Brief wurde von der Präfektur verboten, aber dennoch in den meisten Gemeinden verlesen und von der BBC ausgestrahlt. Das Ministère des Armées führt es auch auf seine Intervention zurück, dass das Lager Ende September 1942 geschlossen wurde. Die am 30. September 1942 noch im Lager lebenden 749 Menschen (324 Spanier und 425 Juden) wurden in das Camp de Noé und in das Camp de Nexon gebracht.

## Nach dem Zweiten Weltkrieg
Über die Nutzung des Camp du Récébédou nach dessen Schließung als Internierungslager und der Zeit bis zur Befreiung Frankreichs gibt es keine Informationen. Nach dem Ende des Zweiten Weltkriegs kehrten aber spanische Republikaner, Überlebende des Konzentrationslagers Mauthausen, nach Portet zurück und ließen sich in einem Dutzend Baracken des Camps nieder. Diese Enklave wurde „La Villa Don Quijote“ genannt und symbolisiert, so die Stadt Portet-sur-Garonne, „das Exil und die unmögliche Rückkehr in das franquistische Spanien“.

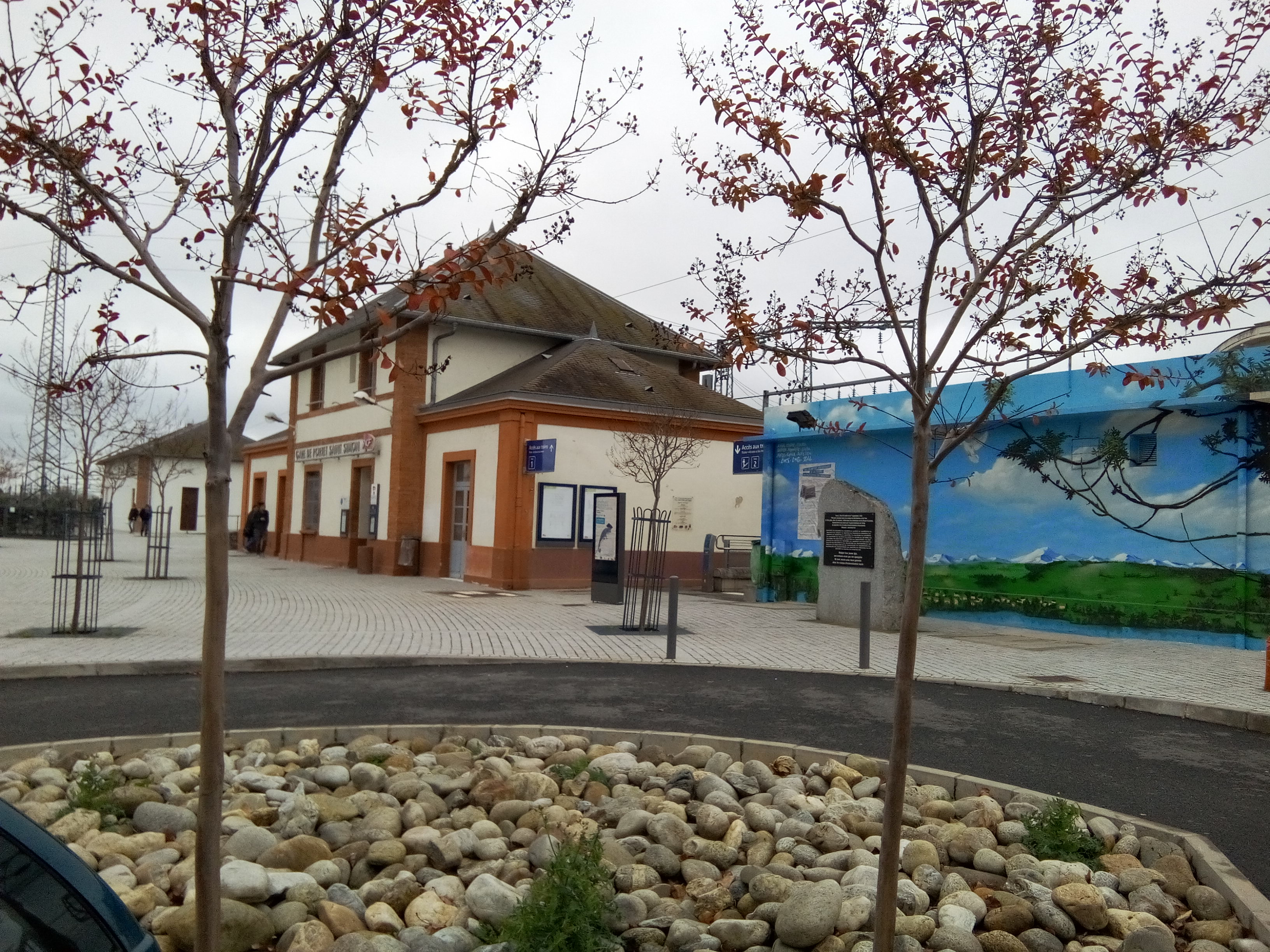
Bahnhof Portet-Saint-Simon mit dem Gedenkstein

Laut der Fondation Pour La Memoire De La Deportation wurde bereits im Januar 1991 am Bahnhof Portet-Saint-Simon ein Gedenkstein aufgestellt. (Lage) Zeitungsberichte und ein Video legen aber nahe, dass zumindest die an dem Stein angebrachte Gedenktafel erst im Oktober 2014 enthüllt wurde. Sie soll an die von hier abgefahrenen Deportationszüge – und vor allem an die 42 deportierten Kinder – erinnern. Die Inschrift der Gedenktafel lautet:

„Am 8., 10. und 24. August sowie am 1. September 1942 // wurden 749 Juden in den Lagern Récébédou und den Noé interniert // und 161 Juden, darunter 42 Kinder, die in den Gemeinden des Departements Haute-Garonne zusammengetrieben wurden, // von der Vichy-Regierung an die Nazis ausgeliefert // und in das Vernichtungslager Auschwitz deportiert. // Passant, erinnere dich.
[Es folgen die Namen der 42 Kinder]
Trotz ihres jungen Alters // blieben diese Kinder nicht verschont. // Sie starben mit ihren Eltern // in den Vernichtungslagern der Nazis.“

Als Ergänzung des Gedenkortes gestalteten Jugendliche aus Portet die Mauer hinter dem Denkmal mit einem großen Wandbild, „das eine friedliche Landschaft darstellt, in der der Aufbruch der Verschwundenen durch einen Vogel und einen Baum symbolisiert wird“.
Das oben schon erwähnte Museum der Erinnerung ( Musée de la Mémoire) wurde am 6. Februar 2003 im Beisein von Elie Wiesel in der einzigen erhalten gebliebenen Lagerbaracke eingeweiht.
Am 2. Februar 2019 wurde als eine von mehreren Veranstaltungen, die in Portet anlässlich des 80. Jahrestages des Exils der spanischen Republikaner stattfanden, auf dem Platz vor dem Musée de la Mémoire ein Denkmal zur Erinnerung an die Retirada eingeweiht. Der Stein zeigt einen Mann und ein Kind auf der Flucht und darunter die Inschrift „Passage de la Retirada“. Danach folgt – in französischer und spanischer Sprache – ein Zitat des im Januar 1939 nach seiner Flucht aus Spanien in Collioure verstorbenen Lyrikers Antonio Machado: „So viel ein Mensch auch wert ist, er wird nie einen höheren Wert haben als den, ein Mensch zu sein.“
Der Name Récébédou findet sich auf vielen bereits verlegten Stolpersteinen.

## Film
- Laurette 1942, une volontaire au camp du Récébédou, Frankreich 2014/2015. Es steht leider nur ein Trailer in französischer Sprache und eine englischsprachige Inhaltsangabe zur Verfügung.
- Videomitschnitt der Gedenkveranstaltung vom 12. Oktober 2014 am Mahnmal am Bahnhof Portet-Saint-Simon